# Ion Vianu
Ion Vianu, né le 15 avril 1934 à Bucarest (royaume de Roumanie) et mort le 20 juin 2024 à Morges (canton de Vaud, Suisse),, est un psychiatre, mémorialiste et essayiste roumain.

## Biographie
Ion Vianu naît le 15 avril 1934 à Bucarest. Il est l'auteur de nombreux articles parus dans la presse littéraire roumaine et de deux livres : Introduction à la psychothérapie et Le style et la personne, publiés tous les deux en 1975 à Bucarest.